# 丸茂日穂
丸茂 日穂（まるも にちほ、1956年 - ）は、日本の実業家。

## 経歴
慶應義塾大学工学部電気工学科卒業。日本電気株式会社を経て、株式会社ギャガ・コミュニメーションズ（現・ギャガ）入社。2004年、（現・ギャガ）代表取締役社長を歴任後、制作会社ユーズフィルムの代表取締役社長を歴任。'10 年『ふたたび -Swing me again-』、'09年『ちゃんと伝 える』、'09年『山形スクリーム』、'04年『恋人はスナイパー』、'03年『ROCKERS（ロッカーズ）』など 多数の映画作品や韓国ドラマの制作・エグゼクティブ・プロデューサーとして活動。現在は、日本各処で行われている映画祭での上映作品の配信を実施し、若手の映画監督の作品を簡単に視聴できる環境を実現すると共に、映画業界の更なる活性化を図る支援活動を実施。現・株式会社ニチホランドの代表取締役社長。

## 主なプロデュース作品
- 『ROCKERS（ロッカーズ）』（2003年）
- 『恋人はスナイパー』（2004年）
- 『山形スクリーム』（2009年）
- 『ちゃんと伝える』（2009年）
- 『白夜』（2009年）エグゼクティブ・プロデューサー
- 『ふたたび -Swing me again-』（2010年）
- 『シェアハウス』（2011年）プロデューサー
- 『種まく旅人 ～みのりの茶～』（2011年）エグゼクティブ・プロデューサー
- 『ヨコハマ物語』（2013年）エグゼクティブ・プロデューサー
- 『ケンとカズ』（2016年）プロデューサー
- 『大きな古時計 劇場版』（2023年）エグゼクティブ・プロデューサー